# Marceli Godlewski

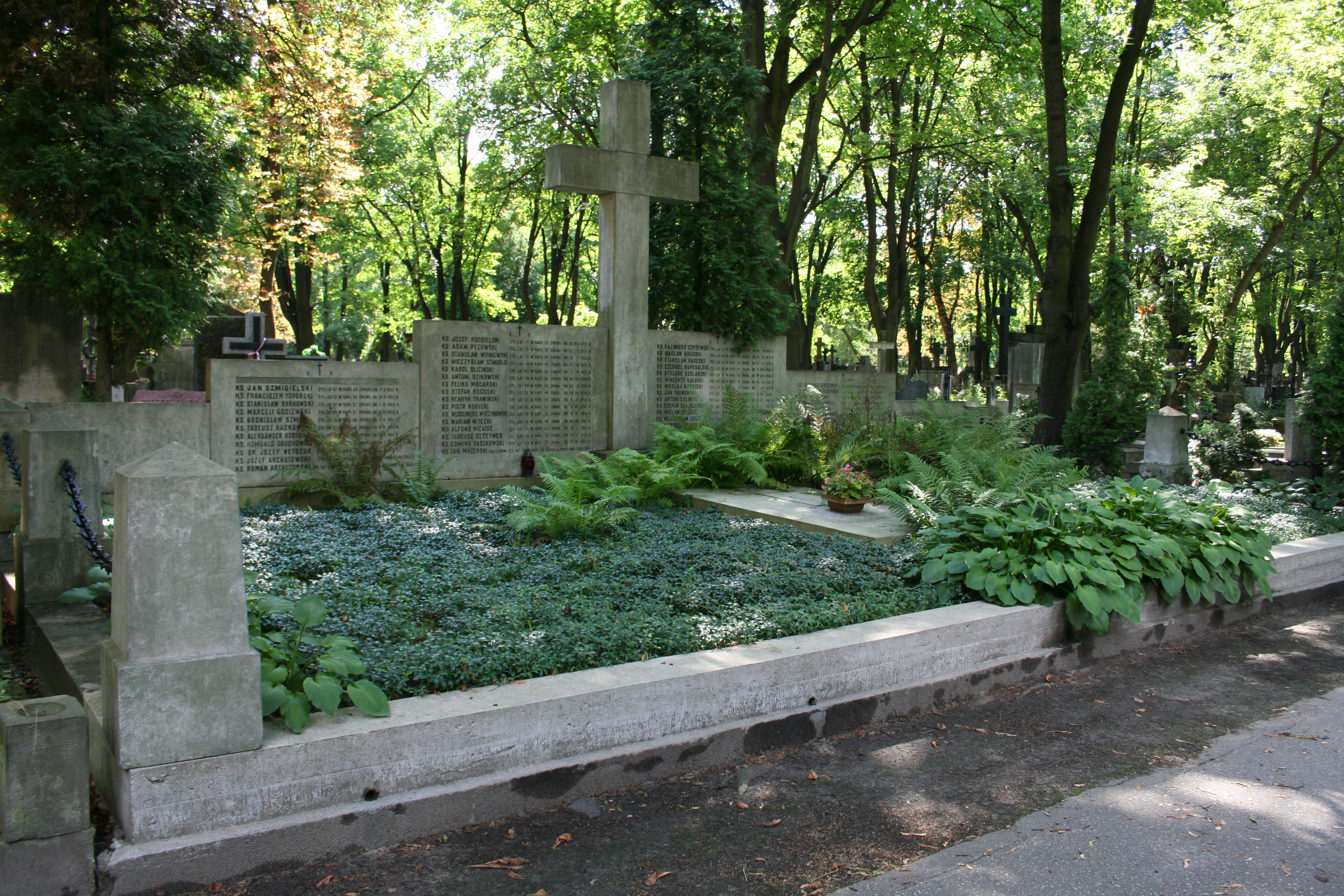
Grób Marcelego Godlewskiego na warszawskim cmentarzu Powązkowskim

Marceli Godlewski (ur. 15 stycznia 1865 w Turczynie, zm. 25 grudnia 1945 w Aninie) – polski ksiądz rzymskokatolicki, prałat, działacz społeczny, polityk endecki, członek Komitetu Narodowego Polskiego (1914–1917) oraz Sprawiedliwy wśród Narodów Świata.

## Życiorys
Syn Ignacego i Katarzyny z Kuczyńskich. Ukończył gimnazjum w Suwałkach, a następnie seminarium duchowne w Sejnach. W 1888 otrzymał święcenia kapłańskie, a następnie ukończył studia teologiczne w Rzymie. W 1903 otrzymał order Pro Ecclesia et Pontifice.
Pracował w seminarium duchownym, po czym w 1905 przerwał posługę tam i zaangażował się w działalność dobroczynną. W tym samym roku założył Stowarzyszenie Robotników Chrześcijańskich, którego celem było przeciwdziałanie nędzy, a także wspieranie rozwoju ludności robotniczej w kwestiach religijnych, gospodarczych i oświatowych. W 1909 otworzył Dom Ludowy, w ramach którego działało wiele samopomocowych instytucji: kasa oszczędnościowo-pożyczkowa, tania jadłodajnia, świetlica, sala kinowa. Rozporządzeniem władz administracyjnych został zdegradowany ze stanowiska proboszcza parafii św. Marcina przy ul. Piwnej w Warszawie. W 1913 obchodził jubileusz 25-lecia kapłaństwa. Był członkiem Ligi Narodowej.
W sierpniu 1914 wszedł w skład Komitetu Obywatelskiego stołecznego miasta Warszawy. W odpowiedzi na deklarację wodza naczelnego wojsk rosyjskich wielkiego księcia Mikołaja Mikołajewicza Romanowa z 14 sierpnia 1914, podpisał telegram dziękczynny, głoszący m.in., że krew synów Polski, przelana łącznie z krwią synów Rosyi w walce ze wspólnym wrogiem, stanie się największą rękojmią nowego życia w pokoju i przyjaźni dwóch narodów słowiańskich. 
Od 1915 był proboszczem w parafii Wszystkich Świętych w Warszawie. Po zamordowaniu w grudniu 1922 Gabriela Narutowicza przez Eligiusza Niewiadomskiego odbierał w kościele Wszystkich Świętych od młodzieży endeckiej przysięgę wierności ideałom Niewiadomskiego.
W latach 1940–1942 parafia znajdowała się w granicach getta, a ksiądz prałat Godlewski zaangażował się w niesienie pomocy Żydom. Pomógł w ucieczce z getta m.in. Wandzie i Krzysztofowi Zamenhofom. W lipcu 2009 Instytut Jad Waszem przyznał mu medal Sprawiedliwy wśród Narodów Świata.
Został pochowany w mogile zbiorowej księży emerytów Warszawskiej Kapituły Metropolitalnej na cmentarzu Powązkowskim w Warszawie (kw. 107–VI–23/30).

## Działalność i przynależność społeczna
- Stowarzyszenia Robotników Chrześcijańskich
- Towarzystwo Pożyczkowo-Oszczędnościowe Robotników Warszawskich
- Stowarzyszenie Sług Katolickich
- Towarzystwo Spożywcze „Wspólna Praca”
- Bractwo Matek Chrześcijańskich
- Towarzystwo Oficjalistów Handlowych
- Liga Narodowa
- Polska Macierz Szkolna

## Działalność wydawnicza
- Tygodnik „Kronika Rodzinna” (1905–1911 redaktor, od 1911 wydawca)
- Dodatek do „Kroniki” – tygodnik społeczny „Nasz Sztandar” (od 1913 wydawca)
- Tygodnik „Pracownik Polski” (1907–1910 redaktor)
- Miesięcznik „Któż jak Bóg” (w 1909 wznowił wydawanie, 1909–1915 wydawca i redaktor odpowiedzialny)
- Miesięcznik „Ruch Chrześcijańsko-Społeczny”
- Gazeta codzienna „Kuryer dla wszystkich” (wychodziła pod kierownictwem księdza od 23 sierpnia 1914)
- „Wiadomości Parafjalne • Katolicki Tygodnik Parafji Wszystkich Świętych”

## Publikacje (wybór)
- Dobry katolik między protestantami, 1897
- Obrazy symboliczne człowieka grzesznego, usprawiedliwionego i uświęconego, 1897
- Archeologia Biblijna (pierwszy polski podręcznik do historii starożytnej Palestynny) t.1 1899, t.2 1903
- Praktyczny rachunek sumienia : (o sakramencie pokuty), 1900
- Jezus, Marya, Józef : książka do nabożeństwa, 1901
- Ojciec święty Pius X : krótki życiorys, ozdobiony portretem i kilkoma rysunkami, 1903
- W obronie Kościoła : polemika prowadzona z pastorami luterskimi, 1904